# Huillinco (Chonchi)
Huillinco es un caserío de la comuna chilena de Chonchi, uno de los pocos ubicados fuera de la costa de la Isla Grande de Chiloé. Se ubica al este del Lago Huillinco, y es el poblado más cercano al de Cucao, junto al Lago Cucao y en la costa oeste de la isla.
De acuerdo con el censo chileno de 2017, para entonces contaba con 216 viviendas, en las cuales habitaban 426 personas: 218 hombres y 208 mujeres.
En noviembre de 2022, en sustitución del antiguo y deteriorado templo católico con que contaba el poblado, se comenzó a construir la nueva Capilla de Huillinco, a unos cien metros del cementerio. El nuevo templo, que se acabó de construir en 2023, mantuvo el tradicional estilo de arquitectura religiosa en madera chilota, pasando a formar parte de los más de cien templos de este estilo en el archipiélago de Chiloé.